# John Curtis Kyle

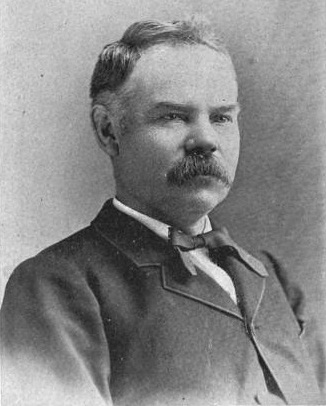
John Curtis Kyle, 1893

John Curtis Kyle (* 17. Juli 1851 nahe Sardis, Mississippi; † 6. Juli 1913 in Sardis, Mississippi) war ein US-amerikanischer Politiker.
Kyle besuchte die Law School der Cumberland University. Nachdem er sein Studium 1874 abgeschlossen hatte, wurde er im selben Jahr in die Anwaltschaft aufgenommen und praktizierte in Sardis. Von 1879 bis 1881 hatte Kyle das Amt des Bürgermeisters der Stadt inne und war im Anschluss von 1881 bis 1885 Senator im Senat von Mississippi. Von 1886 bis 1890 war er Mitglied der Mississippi Railroad Commission.
Kyle wurde als Demokrat in den 52. und die beiden folgenden Kongresse gewählt. Er vertrat also vom 4. März 1891 bis zum 3. März 1897 den Bundesstaat Mississippi im US-Repräsentantenhaus. Er kandidierte 1896 nicht für eine erneute Amtszeit und kehrte nach seinem Ausscheiden aus dem US-Repräsentantenhaus nach Sardis zurück. Dort begann Kyle wieder in seinem früheren Beruf zu arbeiten. Daneben betätigte er sich auch im Bankengewerbe. 1912 zog er sich aus dem aktiven Berufsleben zurück. Ein Jahr später starb Kyle am 6. Juli in Sardis und wurde auf dem Rosehill Cemetery beigesetzt.